# 셀레나 고메즈
셀레나 마리 고메즈(영어: Selena Marie Gomez, 1992년 7월 22일 ~ )는 미국의 배우, 가수이다. 2024년 칸 영화제에서 영화 《에밀리아 페레즈》를 통해 여자배우상을 공동 수상했다. 에미상 수상작인 디즈니 채널의 드라마 《우리 가족 마법사》에서 앨릭스 루소 역으로 잘 알려져 있다. 텔레비전 영화 《신데렐라 스토리 2》, 《우리 가족 마법사: 극장판》, 《프린세스 구출 대작전》에서도 주연을 맡았다. 극장 영화로는 《라모너 앤 비저스》로 데뷔를 하였다.
셀레나 고메즈 & 더 신에서 보컬을 맡고 있으며, 《팅커벨》, 《신데렐라 스토리 2》, 《우리 가족 마법사》, 《우리는 댄스소녀》 사운드트랙에 참여하였다. 셀리나 고메즈 & 더 신의 음반 Kiss & Tell, A Year Without Rain, When the Sun Goes Down은 골드 인증을 받았다. "Naturally", "Who Says", "Love You Like a Love Song"과 같은 노래들은 플래티넘 인증을 받았으며, 빌보드 핫 댄스 클럽송에서 1위를 하였다.
2009년, 고메즈는 유니세프 친선대사가 되었다. 2019년 싱글 "Lose You to Love Me"를 통해 데뷔 이래 최초로 빌보드 핫 100 1위를 하였다.

## 성장 과정
고메즈는 1992년 7월 22일 그랜드프레리에서 아버지 리카르도 호엘 고메스(Ricardo Joel Gomez), 연극 배우인 어머니 어맨다 돈 "맨디" 티페이(Amanda Dawn "Mandy" Teefey) 사이에서 태어났다. 아버지는 멕시코계이며, 어머니는 이탈리아계이다. 고메즈가 5살때 부모가 이혼하였으며, 이후 홀어머니 슬하에서 자랐다. 2006년에 어머니는 브라이언 티페이(Brian Teefey)와 재혼했다. 고메즈의 이름은 가수 셀리나에서 가져온 것이다. 2009년 피플지의 인터뷰에 따르면, 고메즈는 어릴 적에 어머니가 창작극 준비를 하고 있는 것을 보고, 그 길에 흥미를 가졌다고 한다. 2010년 5월에 홈 스쿨링을 통해 고등학교 졸업장을 얻었다.

## 경력

### 배우
7살때 아역으로 활동을 시작하였으며, 드라마 《바니와 친구들》에서 지애나 역으로 데뷔하였다. 2003년에 《스파이 키드 3D: 게임 오버》에서 단역으로 영화 데뷔하였으며, 텔레비전 영화 《Walker, Texas Ranger: Trial By Fire》, 《Brain Zapped》에도 출연하였다.

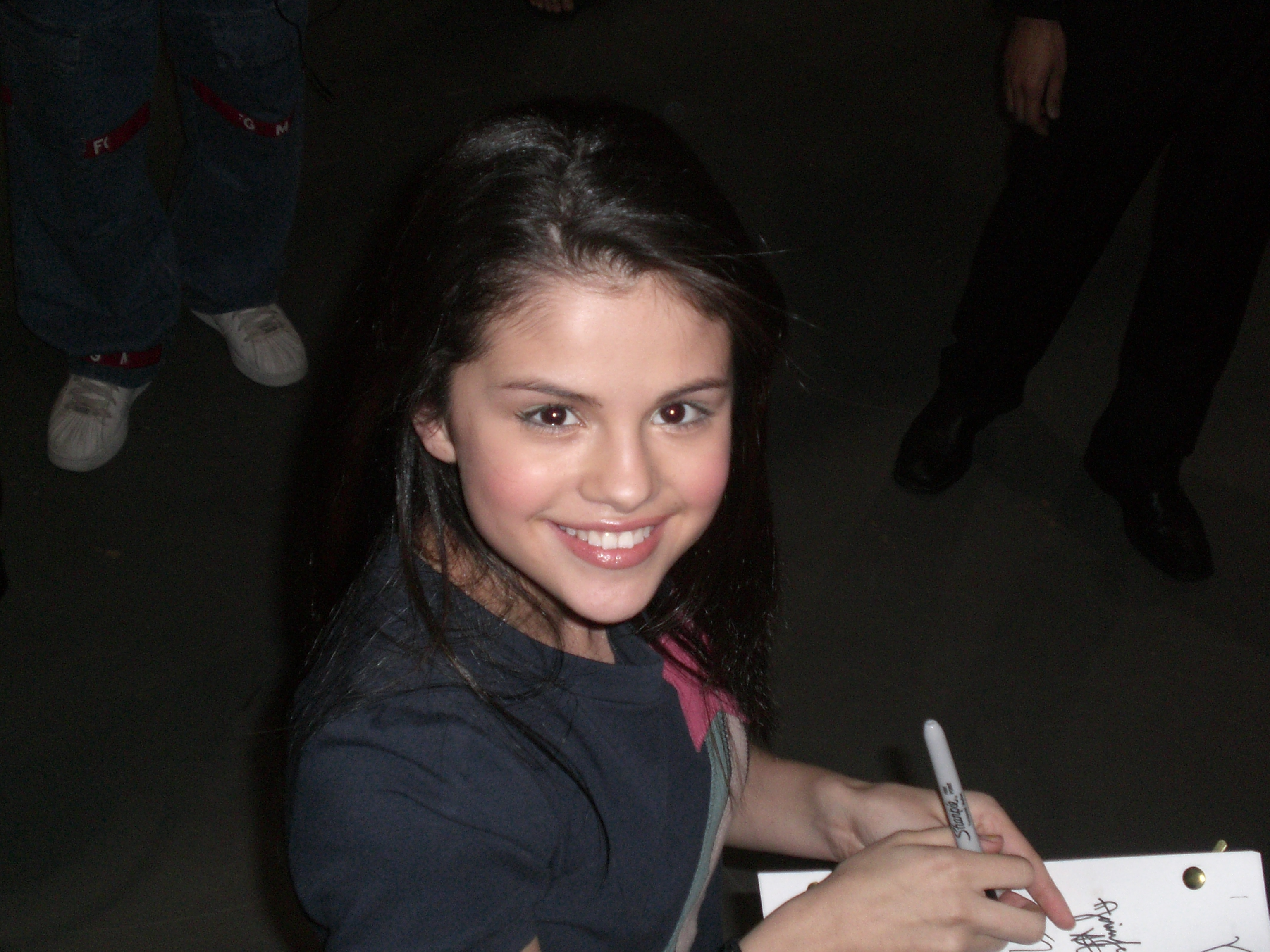
2007년 《우리 가족 마법사》 촬영장에서의 고메즈

2004년 미국의 디즈니 채널에 스카우팅되었다. 2006년에 《잭과 코디, 우리집은 호텔 스위트 룸》에 게스트로 출연하였고, 2007년에 《한나 몬타나》 시즌2와 시즌3의 몇개의 에피소드에 출연했다. 2007년, 《우리 가족 마법사》의 주역 3명 중 1명 앨릭스 루소 역에 발탁된다.
2008년, 2004년에 공개된 힐러리 더프 주연 영화 《신데렐라 스토리》의 속편 《신데렐라 스토리 2》에 출연하였다. 같은 해, 애니메이션 영화 《호튼》에 시장의 96명의 딸 중 한 명이라는 작은 역으로도 출연하였다. 4월에 잡지 포브스의 레이시 로즈가 발표한 8명의 아역 스타 중 한명으로 선정됐다. 로즈는 고메즈를 “다재다능한 10대”이라고 평가했다.
2009년 6월에, 친구 데미 로바토와 함께 디즈니 채널 영화 《프린세스 구출 대작전》에 주연으로 출연하였다. 《프린세스 구출 대작전》은 디즈니 채널 영화 중 세 번째로 가장 많은 사람들이 본 영화가 되었다. 2009년 9월 28일, 《우리 가족 마법사: 극장판》에 출연하였다.
고메즈의 극장판 영화 데뷔작은 《라모너 앤 비저스》로, 2010년 7월 23일 공개되었다. 이 작품은 긍정적인 평을 받았다. 2011년 7월 공개된 《몬테 카를로》에도 주연을 맡았다.

#### 수상내역
- 2009년 제11회 틴 초이스 어워드 여자 TV 스타상
- 2009년 제11회 틴 초이스 어워드 레드카펫 여성 아이콘상
- 2009년 앨마 어워드 TV코미디 여자배우 특별공로상
- 2010년 영 아티스트 어워즈 올해의 아역배우상
- 2010년 그레이시 어워드 코미디시리즈 부문 뛰어난 여자스타상
- 2011년 제13회 틴 초이스 어워드 TV코미디 여자배우상
- 2013년 제26회 니켈로디언 키즈 초이스 어워드 최고의 TV여자배우상

### 음악

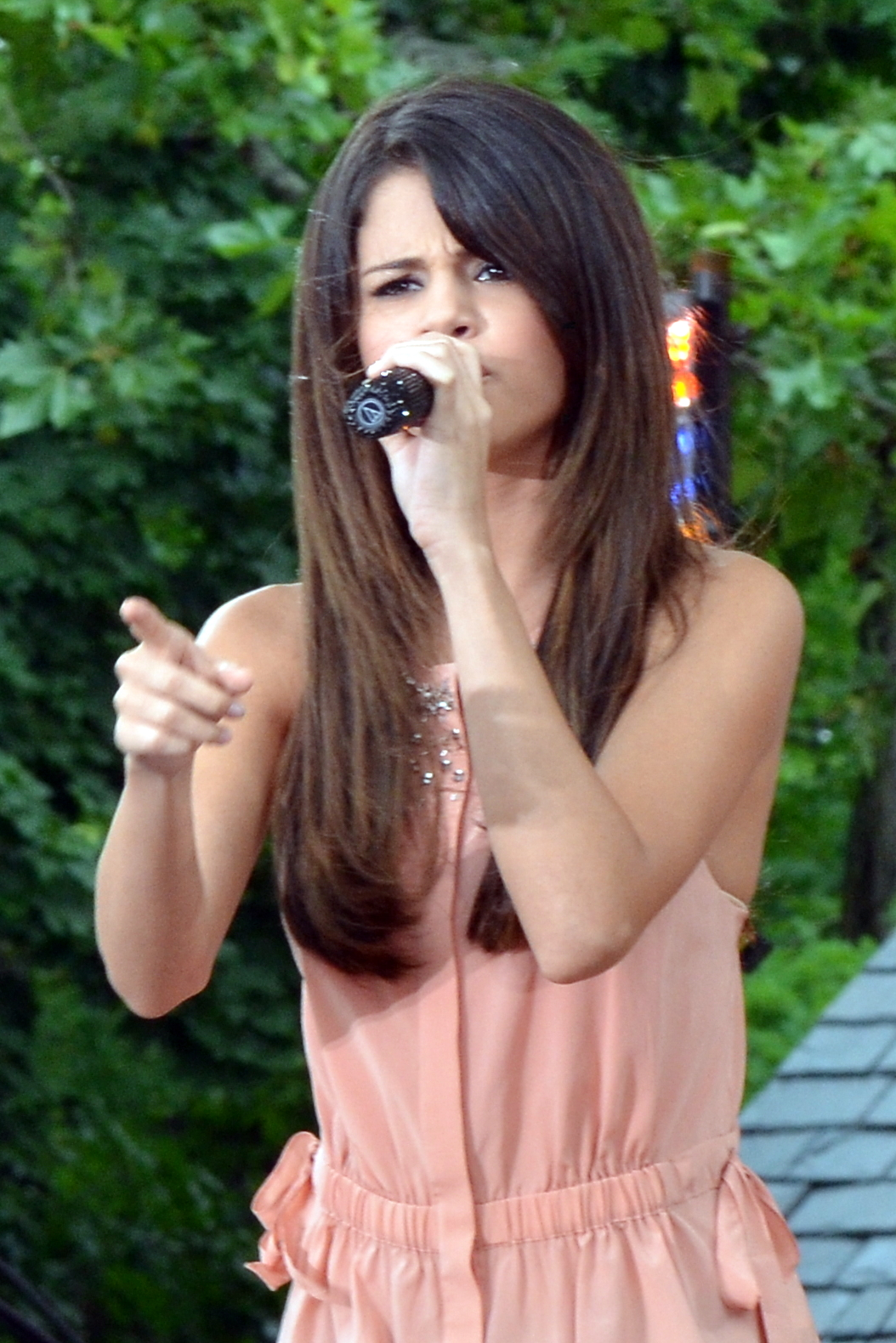
《굿 모닝 아메리카》에서 "Love You Like a Love Song"을 공연중인 고메즈 (2011년)

2008년 컴필레이션 음반 Disneymania 6을 위해, 커버곡 "Cruella de Vil" 녹음과 뮤직비디오 촬영을 진행했다. 이어, 고메즈는 《신데렐라 스토리 2》의 사운드 트랙을 위해 3곡과 영화 《팅커벨》을 위해 "Fly to Your Heart"를 녹음하였다. 2009년에는, 《프린세스 구출 대작전》을 위해 데미 로바토와의 듀엣곡 "One and the Same"을 녹음했다. 또한 고메즈는 《우리 가족 마법사》을 위해 4곡을 녹음했다. 그 사운드트랙에서 싱글 "Magic"이 발표되었다. 같은 해 5월, 포레버 더 시키스트 키즈의 음반 미수록 곡 "Whoa Oh!"의 듀엣 버전도 발표되었다. 2009년 고메즈는 셀리나 고메즈 & 더 신을 결성하였다. 같은 해 9월, 할리우드 레코드로부터 음반 Kiss & Tell을 발매하며 밴드 데뷔하였다. 2010년 9월에는 두 번째 음반 A Year Without Rain, 2011년 6월에는 세 번째 음반 When the Sun Goes Down을 발매하였다.

#### 수상내역
- 2009년 제11회 틴 초이스 어워드 섬머 셀러브리티 댄서상
- 2011년 제13회 틴 초이스 어워드 뮤직 그룹상
- 2012년 제14회 틴 초이스 어워드 뮤직 그룹상
- 2012년 키즈 초이스 어워드 인기 여자가수상
- 2011년 제13회 틴 초이스 어워드 섹시스타상
- 2011년 제13회 틴 초이스 어워드 뮤직 러브송상
- 2011년 제13회 틴 초이스 어워드 뮤직 싱글상
- 2013년 제30회 MTV 비디오 뮤직 어워드 최고 팝 비디오

## 사생활
2011년 2월 27일 고메즈는 배너티 페어 오스카 파티에 저스틴 비버와 함께 참석하였고, 고메즈와 비버는 교제를 하는 것으로 밝혀졌다. 커플은 세간의 이목을 끌었으며, 십대 파워 커플로 불리었다. 2012년 11월 여러 문제로 헤어졌다. 비버가 빅토리아 시크릿의 모델과 성관계를 맺었다는 것이 확실시 된 후, 완전히 헤어 진것으로 밝혀졌다. 그 이후 화해를 위해 고급 음식점에서 만남을 가졌으나, 5분만에 다시 싸웠다는 소문이 있다. 하지만, 2013년 초에 그둘은 다시 사귀기 시작했지만 2014년에 그들은 다시 헤어졌다.
5마리의 개를 기르고 있으며, 스스로 "대 애견가"임을 공언하고 있다.
루프스병을 앓고있다.

## 출연 작품

### 영화
| 연도 | 제목                                       | 역할                                                                           | 비고        |
| ---- | ------------------------------------------ | ------------------------------------------------------------------------------ | ----------- |
| 2003 | 스파이 키드 3D: 게임 오버                  | 워터파크 소녀 (Waterpark Girl)                                                 |             |
| 2005 | Walker, Texas Ranger: Trial by Fire        | 줄리 (Julie)                                                                   |             |
| 2008 | 신데렐라 스토리 2                          | 메리 샌티아고 Mary Santiago                                                    |             |
| 2008 | 호튼                                       | 헐가 (Helga)                                                                   | 목소리 출연 |
| 2009 | 프린세스 구출 대작전                       | 카터 메이슨 (Carter Mason)                                                     |             |
| 2009 | 우리 가족 마법사: 극장판                   | 앨릭스 루소 (Alex Russo)                                                       |             |
| 2009 | 아더와 미니모이 2: 셀레니아 공주 구출 작전 | 셀레니아 공주 (Princess Selenia)                                               |             |
| 2010 | 아더와 두 세계의 전쟁                      | 셀레니아 공주 (Princess Selenia)                                               |             |
| 2010 | 라모너 앤 비저스                           | 비저스 킴비 Beezus Quimby                                                      |             |
| 2011 | 몬테 카를로                                | 그레이스 베넷 / 코델리아 윈스롭 스콧 (Grace Bennett / Cordelia Winthrop Scott) |             |
| 2011 | 머펫 대소동                                |                                                                                | 카메오 출연 |
| 2012 | Funny or Die                               |                                                                                |             |
| 2012 | 몬스터 호텔                                | 마비스                                                                         | 목소리 출연 |
| 2013 | 스프링 브레이커스                          | 페이스 Faith                                                                   |             |
| 2013 | Aftershock                                 |                                                                                | 카메오 출연 |
| 2013 | Getaway                                    |                                                                                |             |
| 2014 | 러덜리스                                   | 케이트                                                                         |             |
| 2014 | 비헤이빙 배들리                            | 니나 패딩톤                                                                    |             |
| 2015 | 몬스터 호텔 2                              | 마비스                                                                         | 목소리 출연 |
| 2015 | 빅쇼트                                     | 본인                                                                           | 까메오 출연 |
| 2016 | 승부 없는 싸움                             |                                                                                |             |
| 2016 | 보살핌의 정석                              |                                                                                |             |
| 2016 | 나쁜 이웃들 2                              |                                                                                |             |
| 2017 | 퍼피                                       |                                                                                |             |
| 2018 | 몬스터 호텔 3                              | 마비스                                                                         | 목소리 출연 |
| 2019 | 데드 돈 다이                               | 조이                                                                           |             |
| 2019 | 레이니 데이 인 뉴욕                        | 섀넌                                                                           |             |
| 2020 | 닥터 두리틀                                | 뱃시                                                                           | 목소리 출연 |
| 2021 | 몬스터 호텔 4                              |                                                                                |             |
| 2024 | 에밀리아 페레즈                            | 제시                                                                           |             |

### 텔레비전
| 연도    | 제목                               | 역할                                                 | 비고 |
| ------- | ---------------------------------- | ---------------------------------------------------- | --- |
| 2002-04 | 바니와 친구들                      | 지애나 (Gianna)                                      | 14개의 에피소드 출연 |
| 2006    | Brain Zapped                       | 에밀리 그레이스 가르시아 (Emily Grace Garcia)        | |
| 2006    | 잭과 코디, 우리집은 호텔 스위트 룸 | 그웬 (Gwen)                                          | 시즌2 제22화 "A Midsummer's Nightmare" |
| 2007    | Arwin!                             | 얼렉사 (Alexa)                                       | |
| 2007    | What's Stevie Thinking?            | 스테퍼니 "스티브" 산체스 (Stefanie "Stevie" Sanchez) | |
| 2007–08 | 한나 몬타나                        | 미케일라 (Mikayla)                                   | 시즌2 제13화 "I Want You to Want Me... to Go to Florida", 시즌2 제28화 "That's What Friends Are For?", 시즌2 제22화 "(We're So Sorry) Uncle Earl" |
| 2007-12 | 우리가족 마법사                    | 앨릭스 루소 (Alex Russo)                             | 106개의 에피소드 출연 |
| 2008    | 조나스 브라더스: 리빙 더 드림      |                                                      | 시즌1 제7화 "Hello Hollywood" |
| 2008    | Studio DC: Almost Live             |                                                      | |
| 2008    | 디즈니 채널 게임스                 |                                                      | |
| 2009    | 잭과 코디, 우리 학교는 호화 유람선 | 앨릭스 루소 (Alex Russo)                             | 시즌1 제21화 "Double-Crossed" |
| 2009    | 유쾌한 서니                        |                                                      | 시즌1 제13화 "Battle of the Networks' Stars" |
| 2011    | 소 랜덤!                           |                                                      | 시즌1 제3화 "Selena Gomez & the Scene" |
| 2011    | 프랭크스타스                       |                                                      | "Something to Chew On" (파일럿) |
| 2021    | 아파트 이웃들이 수상해             | 메이블 모라                                          | 주연 |

## 디스코그래피

### 사운드트랙
| 제목                     | 설명                                                                               | 순위 | 순위   | 순위    | 순위 |
| 제목                     | 설명                                                                               | US   | US OST | US Kids | NOR  |
| ------------------------ | ---------------------------------------------------------------------------------- | ---- | ------ | ------- | ---- |
| Another Cinderella Story | - 발매일: 2008년 8월 26일 - 포맷: CD, 디지털 다운로드 - 레이블: 월트 디즈니 레코드 | 116  | 8      | —       | —    |
| Wizards of Waverly Place | - 발매일: 2009년 8월 4일 - 포맷: CD, 디지털 다운로드 - 레이블: 월트 디즈니 레코드  | 24   | 4      | 2       | 27   |
| "—": 차트에 들지 못함    |                                                                                    |      |        |         |      |

### 정규 앨범
- Stars Dance (2013)
- Revival (2015)
- Rare (2020)

### 컴필레이션 앨범
- For You (2014)

### EP
- Revelación (2021)

### 싱글
| 제목                               | 연도 | 순위 | 순위 | 순위 | 순위 | 순위 | 순위 | 순위 | 순위 | 순위 | 순위 | 음반        |
| 제목                               | 연도 | US   | AUS  | CAN  | DEN  | FRA  | GER  | NOR  | NZ   | SWE  | UK   | 음반        |
| ---------------------------------- | ---- | ---- | ---- | ---- | ---- | ---- | ---- | ---- | ---- | ---- | ---- | ----------- |
| "Come & Get It"                    | 2013 | 6    | 46   | 6    | 34   | 34   | 58   | 16   | 14   | —    | 8    | Stars Dance |
| "Slow Down"                        | 2013 | 28   | 93   | 29   | —    | 31   | —    | —    | —    | —    | 106  | Stars Dance |
| "The Heart Wants What It Wants"    | 2014 | 6    | 33   | 6    | 9    | 30   | 53   | 13   | 19   | 53   | 30   | For You     |
| "Good for You" (feat. 에이셉 라키) | 2015 | 5    | 10   | 8    | 11   | 14   | 29   | 9    | 14   | 24   | 23   | Revival     |
| "Same Old Love"                    | 2015 | 16   | 33   | 15   | 31   | 106  | 62   | 37   | —    | 68   | 107  | Revival     |
| "—": 차트에 들지 못함              |      |      |      |      |      |      |      |      |      |      |      |             |

피처링 싱글
| 제목                                       | 연도 | 순위 | 음반 |
| 제목                                       | 연도 | US   | 음반 |
| ------------------------------------------ | ---- | ---- | ---- |
| "Whoa Oh!" (포에버 더 시키스트 키즈)       | 2009 | —    |      |
| "Send It On" (Disney's Friends for Change) | 2009 | 20   |      |
| "—": 차트에 들지 못함                      |      |      |      |

프로모션 싱글
| "One and the Same" (with 데미 로바토) | 2009 | 82 | Disney Channel Playlist    |
| "Shake It Up"                         | 2011 | —  | Shake It Up: Break It Down |
| "—": 차트에 들지 못함                 |      |    |                            |

### 뮤직비디오
| 노래                             | 연도 | 비고              |
| -------------------------------- | ---- | ----------------- |
| "Burnin' Up"                     | 2008 |                   |
| "Cruella De Vil"                 | 2008 |                   |
| "Fly to Your Heart"              | 2008 |                   |
| "New Classic"                    | 2008 |                   |
| "Tell Me Something I Don't Know" | 2009 |                   |
| "One and the Same"               | 2009 |                   |
| "Send It On"                     | 2009 |                   |
| "Ice cream"                      | 2020 | 와 협력 Blackpink |

## 같이 보기
- 빌보드 소셜 50